# Rite Expiatis

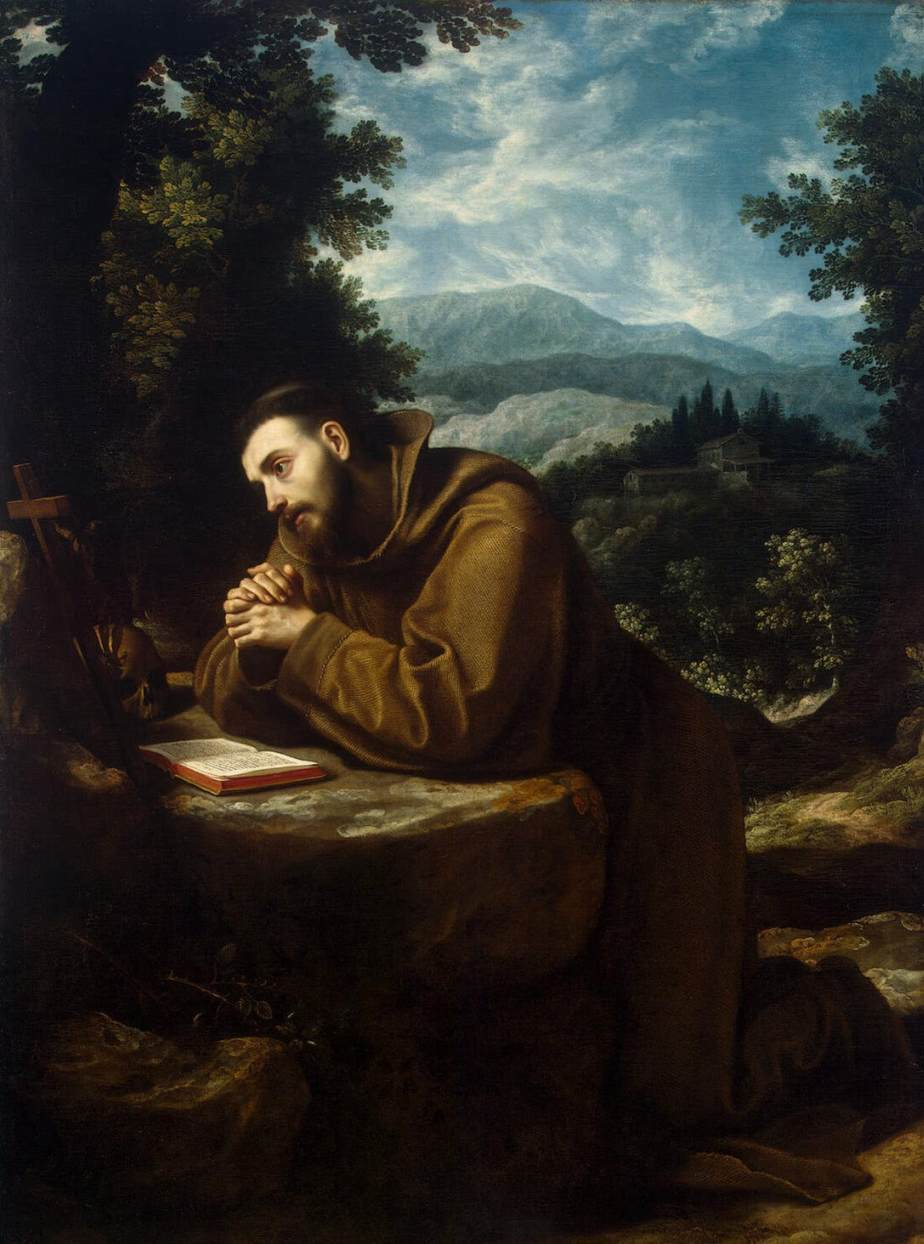
Святий Франциск з Асижу

 Rite Expiatis — восьма енцикліка папи Пія XI, проголошена 30 квітня 1926 року з нагоди 800-річчя з дня смерті святого Франциска Ассизького.